# 寒帯
|   |        |     |     |     |     |    |     |     |     |     |     |     |     |     |     |     |     |     |
|   |        | fa  | fb  | fc  | fd  | m  | wa  | wb  | wc  | wd  | sa  | sb  | sc  | sd  |     |     |     |     |
| E | 寒帯   |     |     |     |     |    |     |     |     |     |     |     |     |     | ET  | ET  | EF  | EF  |
| D | 亜寒帯 | Dfa | Dfb | Dfc | Dfd |    | Dwa | Dwb | Dwc | Dwd | Dsa | Dsb | Dsc | Dsd |     |     |     |     |
| C | 温帯   | Cfa | Cfb | Cfc |     |    | Cwa | Cwb | Cwc |     | Csa | Csb | Csc |     |     |     |     |     |
| B | 乾燥帯 |     |     |     |     |    |     |     |     |     |     |     |     |     | BSh | BSk | BWh | BWk |
| A | 熱帯   | Af  | Af  |     |     | Am | Aw  | Aw  |     |     | As  | As  |     |     |     |     |     |     |

寒帯（かんたい）とは、気候帯の一種で最暖月平均気温が10℃未満の地域である（降水量は無条件）。この地域では樹木の生育は基本的に不可能である。
ケッペン気候区分による記号はEで、低緯度から5番目（最も高緯度）に位置することを示す。
フローン＝クプファーの気候区分においては、ケッペンの区分でいう氷雪気候（EF）のみを寒帯気候帯（記号：EE）とする。アリソフの気候区分では、気候帯7（極気団地帯）に対応する

## 気候区
寒帯は最暖月平均気温が0℃以上10℃未満のツンドラ気候（ET）と0℃未満の氷雪気候（EF）に分けられる。どちらも、最寒月平均気温及び降水量についての条件はない。TとFは、ツンドラ（Tundra）と氷雪のドイツ語（Froste）の頭文字である。

## 気候の特色
ツンドラ気候帯ではコケなどの植物が生育可能である。しかし、氷雪気候帯では植物の生育は基本的に不可能である。
いずれにせよ農業にはまったく適しておらず、トナカイの遊牧、狩猟・海洋漁業（カナダ原産のラブラドール・レトリバーはラブラドール半島北部で魚網の牽引や脱落魚の回収を業としていた）と鉱業のみに適する。鉱物資源としてはグリーンランドの金やモリブデン、スウェーデンの鉄、アラスカの石油などが挙げられる。
シベリアン・ハスキーやアラスカン・マラミュート、サモエドはツンドラ気候帯に暮らす人々のそり引きなどを手伝っていた犬である。

## 寒帯の分布する国と地域

### ツンドラ気候
北アメリカ大陸とユーラシア大陸に存在している。
ロシア連邦北部、カムチャッカ半島の一部、フィンランド北部と東部、スウェーデン北部、ノルウェー内陸部およびスヴァールバル諸島、アイスランド北部、カナダ北部、アメリカ合衆国アラスカ州北部、チリ最南部、ケルゲレン諸島、南極半島。千島列島の一部。

### 氷雪気候
両極域にのみ存在する。
南極大陸の殆ど、グリーンランド（デンマーク）内陸部の大半。

### 高山
寒帯は高山にも分布している（この地帯を高山気候帯（記号H）と呼び区別することもある）。例えば富士山や中国のチベット自治区の一部などである。